# Bothrideres alternans
Bothrideres alternans is een keversoort uit de familie knotshoutkevers (Bothrideridae). De wetenschappelijke naam van de soort werd in 1895 gepubliceerd door David Sharp.